# Mire jezik
Mire jezik (ISO 639-3: mvh), afrazijski jezik iz Čada kojim govori 1 400 ljudi (1990 census) u prefekturi Tandjile. Leksički je najbliži jezicima ndam [ndm] (65%) i kimré [kqp] (32%). 
Klasificira se istočnočadskoj skupini, podskupini somrai-tumak. Većina govornika služi se i jezicima Kimré ili Ndam.

## Vanjske poveznice
- Ethnologue (14th)
- Ethnologue (15th)